# 李春芳 (光緒進士)
李春芳（？—？），四川省瀘州直隸州人，清朝政治人物、同進士出身。
光緒三年（1877年），参加丁丑科殿試，登進士三甲第41名。同年五月，授內閣中書。